# Afrique du Sud-Irlande en rugby à XV
Cet article retrace les confrontations entre l'équipe d'Afrique du Sud et l'équipe d'Irlande en rugby à XV. Les deux équipes se sont affrontées à trente reprises, une seule fois en Coupe du monde lors de la dernière rencontre opposant les deux équipes. Les Sud-Africains ont remporté dix-neuf rencontres contre dix pour les Irlandais et un match nul.

## Historique
L'Afrique du Sud et l'Irlande se rencontrent pour la première fois le 24 novembre 1906 à Belfast.
L'Afrique du Sud mène largement au nombre total de victoires. Deux belles séries de victoires entre 1906 et 1961, puis de 1981 à 2004, sont à mettre au crédit des Springboks. Par contre, L'Irlande a remporté la victoire lors des trois dernières confrontations entre les deux équipes.

## Confrontations
| No | Date              | Lieu                                                       | Match                    | Score   | Compétition              |
| -- | ----------------- | ---------------------------------------------------------- | ------------------------ | ------- | ------------------------ |
| 1  | 24 novembre 1906  | Balmoral Showground, Belfast, Irlande                      | Irlande – Afrique du Sud | 12 – 15 | test match               |
| 2  | 30 novembre 1912  | Lansdowne Road,Dublin, Irlande                             | Irlande – Afrique du Sud | 0 – 38  | test match               |
| 3  | 19 décembre 1931  | Lansdowne Road, Dublin, Irlande                            | Irlande – Afrique du Sud | 3 – 8   | test match               |
| 4  | 8 décembre 1951   | Lansdowne Road, Dublin, Irlande                            | Irlande – Afrique du Sud | 5 – 17  | test match               |
| 5  | 17 décembre 1960  | Lansdowne Road, Dublin, Irlande                            | Irlande – Afrique du Sud | 3 – 8   | test match               |
| 6  | 13 mai 1961       | Le Cap, Afrique du Sud                                     | Afrique du Sud – Irlande | 24 – 8  | test match               |
| 7  | 10 avril 1965     | Lansdowne Road, Dublin, Irlande                            | Irlande – Afrique du Sud | 9 – 6   | test match               |
| 8  | 10 janvier 1970   | Lansdowne Road, Dublin, Irlande                            | Irlande – Afrique du Sud | 8 – 8   | test match               |
| 9  | 30 mai 1981       | Le Cap, Afrique du Sud                                     | Afrique du Sud – Irlande | 23 – 15 | test match               |
| 10 | 6 juin 1981       | Durban, Afrique du Sud                                     | Afrique du Sud – Irlande | 12 – 10 | test match               |
| 11 | 13 juin 1998      | Bloemfontein, Afrique du Sud                               | Afrique du Sud – Irlande | 37 – 13 | test match               |
| 12 | 20 juin 1998      | Pretoria, Afrique du Sud                                   | Afrique du Sud – Irlande | 33 – 0  | test match               |
| 13 | 28 novembre 1998  | Lansdowne Road, Dublin, Irlande                            | Irlande – Afrique du Sud | 13 – 27 | test match               |
| 14 | 19 novembre 2000  | Lansdowne Road, Dublin, Irlande                            | Irlande – Afrique du Sud | 18 – 28 | test match               |
| 15 | 12 juin 2004      | Vodakom Park, Bloemfontein, Afrique du Sud                 | Afrique du Sud – Irlande | 31 – 17 | test match               |
| 16 | 19 juin 2004      | Newlands Stadium, Le Cap, Afrique du Sud                   | Afrique du Sud – Irlande | 26 – 17 | test match               |
| 17 | 13 novembre 2004  | Lansdowne Road, Dublin, Irlande                            | Irlande – Afrique du Sud | 17 – 12 | test match               |
| 18 | 11 novembre 2006  | Lansdowne Road, Dublin, Irlande                            | Irlande – Afrique du Sud | 32 – 15 | test match               |
| 19 | 28 novembre 2009  | Croke Park, Dublin, Irlande                                | Irlande – Afrique du Sud | 15 – 10 | test match               |
| 20 | 6 novembre 2010   | Aviva Stadium, Dublin, Irlande                             | Irlande – Afrique du Sud | 21 – 23 | test match               |
| 21 | 10 novembre 2012  | Aviva Stadium, Dublin, Irlande                             | Irlande – Afrique du Sud | 12 – 16 | test match               |
| 22 | 8 novembre 2014   | Aviva Stadium, Dublin, Irlande                             | Irlande – Afrique du Sud | 29 – 15 | test match               |
| 23 | 11 juin 2016      | Newlands Stadium, Le Cap, Afrique du Sud                   | Afrique du Sud – Irlande | 20 – 26 | test match               |
| 24 | 18 juin 2016      | Ellis Park Stadium, Johannesburg, Afrique du Sud           | Afrique du Sud – Irlande | 32 – 26 | test match               |
| 25 | 25 juin 2016      | Nelson Mandela Bay Stadium, Port Elizabeth, Afrique du Sud | Afrique du Sud – Irlande | 19 – 13 | test match               |
| 26 | 11 novembre 2017  | Aviva Stadium, Dublin, Irlande                             | Irlande – Afrique du Sud | 38 – 3  | test match               |
| 27 | 5 novembre 2022   | Aviva Stadium, Dublin, Irlande                             | Irlande – Afrique du Sud | 19 – 16 | test match               |
| 28 | 23 septembre 2023 | Stade de France, Saint-Denis, France                       | Afrique du Sud – Irlande | 8 – 13  | Coupe du monde (poule B) |
| 29 | 6 juillet 2024    | Loftus Versfeld Stadium, Pretoria, Afrique du Sud          | Afrique du Sud – Irlande | 27 – 20 | test match               |
| 30 | 13 juillet 2024   | Kings Park Stadium, Durban, Afrique du Sud                 | Afrique du Sud – Irlande | 24 – 25 | test match               |